# Aphanolaimus attentus
Aphanolaimus attentus är en rundmaskart som beskrevs av De Man 1880. Aphanolaimus attentus ingår i släktet Aphanolaimus och familjen Leptolaimidae. Inga underarter finns listade i Catalogue of Life.